# Орден Дракона
Орден Дракона або Товариство Дракона (лат. Societas Draconistarum) — монархічний лицарський орден для обраної знаті й коронованих осіб, заснований в 1408 року Сигізмундом I, королем Угорщини (1387—1437), титулярним Королем Галичини та Володимирії, королем Чехії (1419—1421, 1436—1437), який пізніше став Імператором Священної Римської імперії (1433—1437). Першоосновою ордену був орден Дракона християн східного обряду заснований і представлений знатью слов’янського етнічного походження з Хорватії, Сербії, Валахії, Угорщини, які об’єдналися для боротьби з турками і поклялися вбити турецького султана. Це була об’єктивна відповідь народів проти турецької експансії на Дунай і Балкани.
Сигизмундом I ідею ордена Дракона було присвоєно, узаконено, розширено і пристосовано для об'єднання лицарства, союзу з сусідніми королями та боротьби «з ворогами християнства» та «єретиками», зокрема для боротьби з Османською імперією.
Орден процвітав в Європі протягом першої половини 15-го століття, в першу чергу в Німеччині, Італії та Угорщині. Після смерті Сигізмунда 1437 року, його значення в Західній Європі знизилося, але аж до падіння Константинополя 1453 року, він продовжував грати велику роль в Угорщині, Хорватії, Валахії та Сербії, які протистояли османському вторгненню.
Існує також легенда, що орден Дракона заснував сербський лицар Мілош Обилич, який був на службі у Сигізмунда.

## Історія
На початку свого правління Сигізмунд І був змушений вести запеклу боротьбу за владу. У 1385 він одружився з угорською королевою Марією, однак в Угорщині почалась боротьба за трон, а королева-мати Єлизавета Боснійська і Марія потрапили у полон до ворожих їм володарів Хорватії. 1387 року чеський королевич Сигізмунд Люксембург був обраний королем Угорщини і Хорватії. Протягом наступного десятиліття відбувалось постійно протистояння між різними ворогуючими таборами. 1395 року королева Марія померла.
1396 року Папа Римський Боніфацій IX проголосив хрестовий похід проти османів, в якому взяло участь багато європейських країн, зокрема Франція, Венеція, Хорватія, Угорщина, Валахія, Болгарія та інші. Проте, похід закінчився поразкою об'єднаних військ під Нікополем в Болгарії..
Сигізмунд, після повернення з походу стикається з внутрішньої опозицією великих баронів й князів, які не бажали самостійного правління короля. В цей час в країні відбулася ціла низка повстань проти королівської влади. У вирішальну фазу це протистояння увійшло 1403 року, коли лідери опозиції палатин Детрит Бебек і канцлер Янош Каніжаі закликали на угорський престол короля Неаполя Владислава Анжуйського. Владислав окупував Далмацію і був коронований в серпні 1403 року Задарі як король Угорщини й Хорватії. Проте ще до грудня 1403 року він повернувся до Неаполя, залишивши в Далмації свого боснійського васала Хрвоє Вукчич Хрватініча.
Сигізмунд знайшов собі союзника в особі бана Хорватії, Славонії і Долмації Германа II Циллі. В обмін на військову підтримку, яка дозволила йому розбити внутрішніх та зовнішніх суперників, Сигізмунд 1408 року одружився з дочкою Германа Барбарою Циллі.
Бажаючи закріпити свою владу, 12 грудня 1408 року з нагоди перемоги в Боснії славолюбивий Сигізмунд присвоїв собі всі попередні заслуги слов’янського ордену Дракона в боротьбі з турецьким султаном і для цього заснував Королівське Лицарське Товариство Дракона. Як зразок для нового об'єднання був узятий Орден Св. Георгія, заснований 1326 року угорським королем Карлом Робертом. Статут Ордена розробив канцлер Еберхард, єпископ Ораді. Текст статуту зберігся в копії 1707 року і був опублікований у виданні Codex Diplomaticus Hungariae ecclesiasticus ac civilis 1841 року.
Папа Григорій XII схвалив заснування Ордена. З ініціативи Сигізмунда був розроблений також пишний ритуал прийому в лицарі і їх засідань.

## Символіка

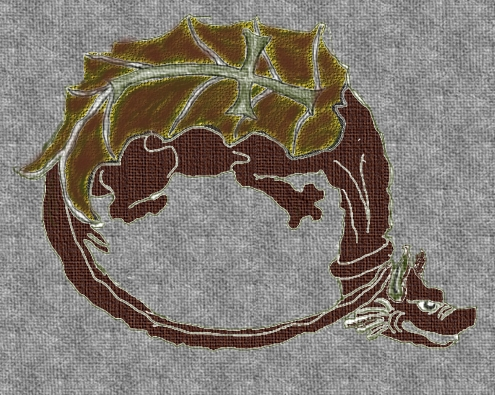
Орден Дракона

Відзнакою для лицарів був медальйон й підвіска із зображеннями золотого дракона, що згорнувся в кільце і накритий плащем червоним хрестом. У родових гербах шляхти, які походили від лицарів Ордену, зображення дракона (як правило) обрамляло гербовий щит. Наприклад, герб Драгфі українських лицарів замку Нелаб (Закарпаття).

## Лицарі Ордену
Спочатку до Ордену входило 22 лицарі:
- Степан Лазаревич, деспот Сербії (1402—1427),
- Герман Циллі, бан Славонії (1406—1408, 1423—1435),
- Фридріх Циллі, син Германа,
- Гарай Міклош, палатин (1402—1433),
- Сцибор з Сцибожице, воєвода Трансильванії (1395—1401, 1410—1414),
- Лацкфі Якаб, воєвода Трансильванії (1403—1409),
- Печі Пал, бан Далмації, Хорватії та Славонії та інші.

Пізніше до Ордену були прийняті Хрвоє Вукчич Хрватинич, Вук Лазаревич (король Сербії), Влад II та Влад III  (володарі Валахії), Альфонсо V  (король Арагону, Сицилії та Неаполю), Фердинанд I (король Неаполю), Владислав II Ягеллончик, Ернст Залізний (герцог Австрії), Генріх V (король Англії) та інші.
Також членами Ордену Дракона були король Польщі та Русі Владислав II Ягайло та король Литви, Великий князь Руський Вітовт (з 1429 року).